# Caloplaca Cove
Caloplaca Cove är en vik i Antarktis. Den ligger vid Signy Island i Sydorkneyöarna. Argentina och Storbritannien gör anspråk på området.